# Árvore de Suslin
Em matemática, uma árvore Suslin é uma árvore de altura ω1 de tal forma que todos os ramos e a anticadeia sejam no máximo contável. A árvore é nomeada em homenagem Mikhail Yakovlevich Suslin
Toda árvore de Suslin é uma árvore de Aronszajn
A existência de uma árvore de Suslin é independente de ZFC, e é equivalente a existência de uma Linha de Suslin (provador por Kurepa (1935)) ou a Álgebra de Suslin. O Princípio diamante, uma consequência de V=L, implica que existe uma árvore de Suslin, e Axioma de Martin MA(ℵ1) implica que não há nenhuma árvore de Suslin.
Mais comumente, para qualquer cardinal infini9to κ, uma κ-árvore de Suslin é uma arvore de altura κ tal que toda ramificação e anticorrente tem cardinalidade menor que κ. Em particular, uma arvore de Suslin é o mesmo que uma ω1-árvore de Suslin.
Jensen (1972) mostrou que se V=L, então tem uma κ-árvore de Suslin para cada infinito cardinal sucessor κ. Se a Hipótese do continuum implica na existência de uma ℵ2-árvore de Suslin, é um problema aberto de longa data.